# Bayet
Bayet is een gemeente in het Franse departement Allier (regio Auvergne-Rhône-Alpes) en telt 643 inwoners (2004). De plaats maakt deel uit van het arrondissement Moulins.

## Geografie
De oppervlakte van Bayet bedraagt 22,2 km², de bevolkingsdichtheid is 29,0 inwoners per km².
De Sioule, een zijrivier van de Allier, stroomt door de gemeente. 
De onderstaande kaart toont de ligging van Bayet met de belangrijkste infrastructuur en aangrenzende gemeenten.

## Demografie
Onderstaande figuur toont het verloop van het inwonertal (bron: INSEE-tellingen).
Vanwege een beveiligingsprobleem met de MediaWiki Graph-software is het momenteel niet mogelijk deze grafiek weer te geven. Zodra de software is bijgewerkt zal de grafiek vanzelf weer zichtbaar worden.